# Randleman
Randleman város az USA Észak-Karolina államában, Randolp megyében. Lakosainak száma 4595 fő (2020. április 1.).

## Népesség
A település népességének változása:
| Lakosok száma | 1027 | 4113 | 4595 |
|               | 1880 | 2010 | 2020 |